# Wieringer aak

Wieringer aak WR3, collectie Zuiderzeemuseum

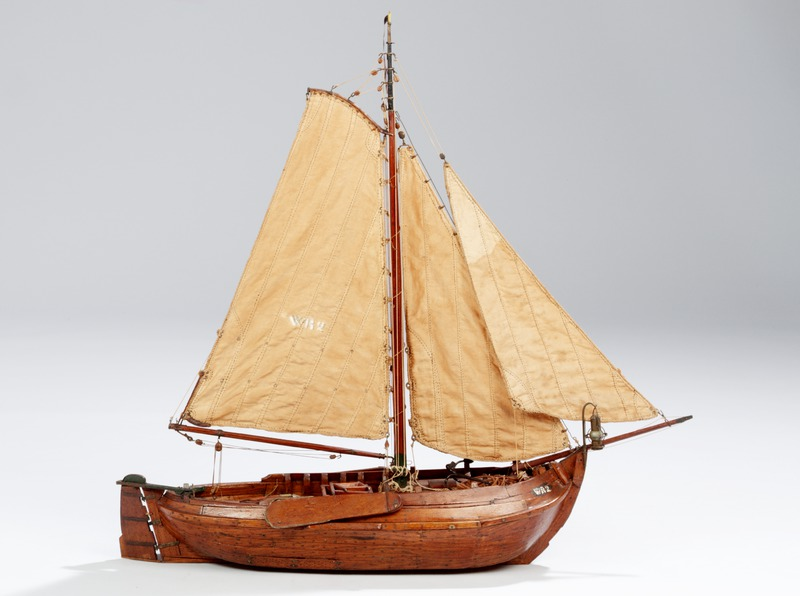
Scheepsmodel van de Wieringer aak WR2, collectie Zuiderzeemuseum

Een Wieringer aak is een zwaar en breed vissersschip.

## Kenmerken
De ontwikkeling van het schip is onduidelijk. De aak is een platbodem, met een plat vlak en lage kop en een redelijk hoog achterschip. De lengte varieert rond de 11 meter, bij een breedte van circa 4 meter.
De voorsteven is gebogen, de achtersteven recht en vallend. Het roer is breed met een ronde kop. De aak heeft een vaste mast, een vaste voorplecht, waaronder het vooronder met kooien in het logies en een lager gelegen vaste achterplecht, die gelijk loopt met de bovenkant van de bun. Tussen het voor- en achterplecht ligt een losse stelling, gelijk met het achterplecht. Het schip heeft een brede vlakke bodem waardoor het zonder gevaar op het wad kan droogvallen. De Wieringer aak is verwant aan de Lemster aak maar is bij een vergelijkbare breedte duidelijk korter. Door deze andere lengte-breedteverhouding was het schip zeer wendbaar en kon het gemakkelijk door de ondiepe geulen manoeuvreren, die talrijk waren in het viswater rond Wieringen. De Lemster aak was echter de snellere zeiler.
Het schip voert een bezaantuig en een fok met kluiver als voorzeilen. In verband met het vaargebied was de fok klein en liep via een overloop, zodat makkelijk overstag gegaan kon worden. Zwaarden zorgden voor koersvastheid.

## Bouw
De voornaamste werven bevonden zich in Friesland: Makkum, Workum, Van Ewijcksluis en Hindeloopen. In Hindeloopen werden iets lichtere schepen gebouwd. De werf van Zwolsman in Workum bouwde de grootste aken, stoere schepen met een breed vallende kop en kont. De aken uit Hindeloopen waren sierlijker, ze hadden een plat vlak en staken niet diep. Door hun geringe diepgang – met leegepompte bun minder dan twee voet – waren ze zeer geschikt om te vissen op alikruiken.
Bij bestelling van een nieuw te bouwen aak gaf de visser de gewenste grootte aan in voeten. Het soort visserij bepaalde de lengte, die van  28 voet (8,5 meter) tot wel 42 voet (12 meter) liep. De prijs voor een aak van 38 voet lag in 1911 op 1550 gulden.

## Toepassing
De aken werden gebruikt voor de visserij op het ondiepe wad, op alikruiken en wulken. Tevens werd er wier mee vervoerd naar de vaste wal. Ook werd het schip ingezet voor de vangst op mosselen, garnalen en zeesterren. De gebruikte vistuigen waren diverse soorten korren, zakvormige netten met vaste opening. Voor het alikruiken vissen waren dat kleine ijzeren schepvormige netjes die opgehaald en geleegd werden. Dat ging achter elkaar door.
Het wier werd met eb gemaaid en het losdrijvende spul werd opgevangen in netten. Vanuit de netten werd het met een hark aan boord gebracht en kon dan op de stelling uitlekken. 
Voor de wiermaaierij en mosselvisserij werd de stelling soms verwijderd. Er ontstond dan een klein ruim. Het wier en de mosselen vormden een zware lading, om meer draagvermogen te krijgen werd het bun dichtgemaakt en leeggepompt.
De Wieringer aak werd vooral gebruikt op Texel en Wieringen. Er zouden op Wieringen rond 1900 circa 25 aken hebben gevaren. Vereniging Aak houdt een van de weinige resterende exemplaren -de WR 173 uit 1915- in de vaart. Er bevindt zich ook een exemplaar (WR 3) in de collectie van het binnen museum van het Zuiderzeemuseum. In de Markerhaven van het Zuiderzeemuseum ligt de WR 17 "De Tijd" en is nog steeds in de vaart.